# Циглер, Йоахим
Йоахим Циглер (нем. Joachim Ziegler; 18 октября 1904, Ханау — 1 мая 1945, Берлин) — бригадефюрер войск СС, кавалер Рыцарского креста Железного креста с Дубовыми листьями.

## Карьера
Был профессиональным военным. Получил подготовку офицера Генерального штаба ещё в Рейхсвере. Принимал участие в Гражданской войне в Испании в составе Легиона «Кондор». Участвовал в Польской и Французской кампаниях. С 1 февраля 1940 начальник разведки и контрразведки штаба 7-й танковой дивизии, с 26 октября 1940 — начальник оперативного штаба 20-й пехотной дивизии.
С 16 июля 1942 — заместитель начальника штаба 57-го танкового корпуса, с 29 сентября — начальник штаба 39-го танкового корпуса.
20 июня 1943 года переведён в состав войск СС (№ 491403). До 22 июля 1944 возглавлял штаб 3-го танкового корпуса СС, откуда принял командование над 11-й добровольческой танково-гренадерской дивизией СС «Нордланд».
5 сентября 1944 награждён Рыцарским крестом Железного креста. С 5 марта возглавил 3-й танковый корпус СС, в состав которой и входила дивизия СС «Нордланд».
Во время битвы за Берлин запаниковал, фактически самоустранился от управления дивизией и активно искал возможность выезда за пределы окруженной Красной армией столицы Третьего рейха. Был убит 1 мая 1945 года при попытке вырваться из города в районе вокзала на Фридрихштрассе.

## Награды
- Испанский крест в золоте (31 мая 1939)
- Железный крест 2-го класса (23 сентября 1939)
- Железный крест 1-го класса (28 июня 1940)
- Немецкий крест в золоте (14 марта 1943)
- Рыцарский крест (5 сентября 1944)
  - с Дубовыми листьями (28 апреля 1945)